# Saleby (Szwecja)
Saleby – miejscowość (tätort) w Szwecji, w regionie administracyjnym (län) Västra Götaland, w gminie Lidköping.
Według danych Szwedzkiego Urzędu Statystycznego liczba ludności wyniosła: 212 (31 grudnia 2015), 219 (31 grudnia 2018) i 216 (31 grudnia 2019).